# Видавництво Жупанського
Видавництво Жупанського  — українське незалежне книжкове видавництво, засноване 2007 року Олегом та Олексієм Жупанськими. Спеціалізується передусім на виданні перекладної літератури, зокрема класичних творів світових авторів. Штаб-квартира видавництва розташована в місті Буча (Київська область), директором є Олексій Жупанський.
Каталог видавництва охоплює інтелектуальну класику, сучасну постмодерну прозу, жанрову літературу (наукову фантастику, горор, альтернативну історію) та дебютні тексти українських авторів у цих напрямах. Протягом своєї діяльності «Видавництво Жупанського» сформулювало репутацію інституції, що системно заповнює прогалини в українському літературному полі та сприяє легітимації і розширенню присутності раніше маргіналізованих жанрів.

## Історія

### Заснування
«Видавництво Жупанського» було засноване в серпні 2007 року Олегом Івановичем Жупанським (поетом, перекладачем, багаторічним видавцем) разом із сином, Олексієм Олеговичем Жупанським. Олег Жупанський до того очолював видавництво «Юніверс», у рамках якого на початку 2000-х започаткував серію перекладної класики «Лауреати Нобелівської премії». Після створення власного сімейного видавництва в Бучі ця серія з 2008 року перейшла до «Видавництва Жупанського» і стала однією з центральних у його портфоліо. У своїй програмній місії засновники декларували намір видавати «якісну та актуальну літературу», заповнюючи «лакуни» (прогалини) українського книжкового ринку творами, що сформували обличчя світової культури. На час заснування ситуація для української книги була складною: ринок був переповнений російськомовними виданнями, а наклади україномовних книжок у ~1000 примірників могли продаватися роками. Попри це, Олексій Жупанський вирішив ризикнути і видавати те, що вважав важливим особисто, навіть якщо це обіцяло невеликі продажі. Перші кілька років діяльності видавництва були присвячені «невеликим проєктам» класичної та інтелектуальної літератури. Уже на початках було видано українською мовою низку знакових творів лауреатів Нобелівської премії, зокрема романи Генріка Сенкевича, Томаса Манна, Бернарда Шоу, а також філософські есе Анрі Бергсона та інші твори, що раніше не видавалися українською.

### Розвиток і ключові етапи
Згодом «Видавництво Жупанського» поступово розширило тематичний та жанровий діапазон своїх проєктів. 2010 року книга Салмана Рушді «Флорентійська чарівниця» в українському перекладі, видана цим видавництвом, здобула відзнаку всеукраїнського рейтингу «Книга року 2010». Того ж періоду видавництво отримало спеціальну відзнаку на Львівському форумі видавців: зокрема, мистецько-документальне видання Яна-Юлія Гінріхса «Lemberg–Lwów–Львів» було відзначене журі Форуму. Це закріпило успіх перших років діяльності.
2011 року видавництво започаткувало серію «Лауреати Андерсенівської премії», присвячену виданню творів провідних авторів дитячої літератури світу. Водночас продовжувалося видання нобелівських лауреатів та світової класики. У перші півтора десятиліття роботи побачили світ українські переклади таких знакових романів, як «Улісс» Джеймса Джойса та «1984» Джорджа Орвелла, а також творів Жана-Поля Сартра, Вільяма Фолкнера, Вільяма Батлера Єйтса, Томаса Пінчона, Салмана Рушді та інших класиків ХХ століття.  Окрім того, видавництво взялося за масштабні проєкти з видання зібрань творів: так, ще до 2015 року вийшли друком кілька томів вибраного доробку Антуана де Сент-Екзюпері (за цей проєкт перекладач Петро Таращук отримав Гран-прі від Французького культурного центру та Посольства Франції). На Львівському форумі видавців книга Роберта Музіля «Людина без властивостей» у перекладі Олекси Логвиненка була визнана найкращою книжкою Форуму (гран-прі конкурсу «Найкраща книга» на 17-му Форумі видавців).

#### Поворот до жанрової літератури
Близько середини 2010-х видавництво здійснило помітний стратегічний крок, розширивши фокус і на жанрову, «нішеву» літературу — передусім на горор, готичну прозу та наукову фантастику. Як згадує Олексій Жупанський, йому бракувало в українському доробку якісних перекладів Говарда Філіпса Лавкрафта, класика «химерної прози» жахів. 2015 року видавництво випустило роман-антиутопію «1984» Орвелла (у новому перекладі Віктора Шовкуна). Навколо цього видання виникла дискусійна ситуація: переклад, отриманий видавцем, виявився недостатньо якісним, і редакторка витратила кілька місяців на його доопрацювання. Перекладач не прийняв правок, через що Олексію Жупанському особисто довелося звіряти текст із оригіналом і фактично переписати значні фрагменти роману, аби випустити його на високому рівні. Цей випадок спричинив публічну дискусію в перекладацьких колах щодо етики правок, але зрештою видавцеві вдалося довести проєкт до успіху — «1984» було надруковано з зазначенням редакторської роботи Жупанського і стало резонансним виданням на ринку.
2016 рік став знаковим завдяки проєкту видання повного зібрання прозових творів Г. Ф. Лавкрафта українською. Перший том Лавкрафта накладом 5000 примірників надійшов у продаж всупереч побоюванням (раніше вважалося, що навіть 1000 примірників такої нішевої прози реалізувати складно). Попит перевищив очікування: наклад розійшовся приблизно за два роки, і сумарно (з додруками) продажі першого тому сягнули 9000 примірників. Цей успіх засвідчив наявність в Україні значної аудиторії поціновувачів літератури жахів, яку раніше недооцінювали. Видавництво видало всі чотири томи прозової спадщини Лавкрафта, приділивши особливу увагу дизайну та оформленню: книги були ілюстровані в стилістиці «урбаністичної готики», а перші покупці отримували тематичні сувеніри (ексклюзивні торбинки з авторськими принтами). На хвилі ажіотажу довкола Лавкрафта інші українські видавці теж звернулися до видання його творів — фактично «Видавництво Жупанського» започаткувало моду на лавкрафтіану на українському ринку.
2017 року видавництво планувало гучний захід — приїзд до Львова відомого канадського письменника-фантаста Пітера Воттса, автора науково-фантастичних романів, що мали з’явитися у серії «Ad Astra». Проте цей проєкт зіткнувся з проблемою: перекладачі не встигли вчасно здати переклад нового роману Воттса, через що видавництву довелося скасувати візит автора на Форум видавців. Ситуація викликала чергову хвилю обговорень у соцмережах; деякі коментатори покладали провину на видавця за те, що перекладачів не «замотивували» здати роботу вчасно. Цей випадок болісно вплинув на Олексія Жупанського і став уроком щодо відбору партнерів та планування видавничих проектів. Попри ці труднощі, видавництво продовжило курс на перекладну фантастику: до кінця 2010-х були видані українською романи Дена Сіммонса («Терор»), який отримав визнання на BookForum Best Book Award 2020 , Пітера Воттса («Сліпобачення», «Ехопраксія»), заплановано багатотомне видання оповідань Філіпа К. Діка, а також переклади творів сучасних польських фантастів — Цезарія Збєшховського («Голокост F») та Лукаша Орбітовського («Голова змія»).
На кінець 2010-х «Видавництво Жупанського» суттєво зміцнило свої позиції. 2018 року на європейському конвенті фантастики «Єврокон» воно отримало престижну відзнаку European Science Fiction Society Awards як найкраще європейське видавництво, що працює з фантастикою. Цю нагороду присуджено значною мірою завдяки успіху видавничої серії «Ad Astra», що популяризувала світову наукову фантастику українською мовою. У цей же період каталог поповнився перекладами ключових постмодерністських романів: «Виголошення лоту 49» (1966) та «Веселка тяжіння» (1973) Томаса Пінчона вийшли українською у 2016 та 2021 роках відповідно.  2019 року вперше українською було видано масштабний модерністський епос «Утрачений рай» Джона Мілтона — розкішне ілюстроване видання, яке на Форумі видавців отримало нагороду як найкрасивіша книга року.
2020-2021 роки відзначилися подальшими здобутками. Роман Дена Сіммонса «Терор» у перекладі українською був визнаний найкращою перекладною іноземною книжкою на BookForum 2020 у Львові. Українське видання «Старшої Едди» (давньоісландського епосу) було відзначено премією BookForum Best Book Award 2021 у номінації «література в українському перекладі». Видавництво також почало випускати твори сучасних українських авторів у жанрах фантастики, горору та альтернативної історії — серед них романи Володимира Кузнєцова, Остапа Українця, Євгена Ліра, Максима Гаха та інші, об’єднані у спеціальну серію «Альтернатива». Дебютний роман Володимира Кузнєцова «Закоłот. Невимовні культи» (лавкрафтіанський містично-фантастичний трилер) здобув міжнародну премію Chrysalis Awards 2020, яка вручається перспективним молодим фантастам на Євроконі.

### Сучасний стан
Станом на середину 2020-х років «Видавництво Жупанського» продовжує активно працювати, попри всі виклики, з якими зіткнулася Україна. Російсько-українська війна 2022 року боляче вдарила по видавництву: під час окупації Бучі навесні 2022 російські війська навмисно знищили склад видавництва. «Їхній склад із книгами світових авторів… окупанти спалили одним із перших, коли зайшли в Бучу» — повідомляли новини. У вогні було втрачено більшість накладів, готових книжок і запасів паперу. Втім, навіть з цієї трагедії Жупанські змогли винести ресурс для відновлення: ті книги, що дивом вціліли (часто з обгорілими обкладинками), видавець вирішив не списувати, а продавати онлайн як «книги з полум’я» — щоб зібрати кошти на відродження справи.
Попри втрату складу, вже у другій половині 2022 року вони відновили друк новинок — спершу невеликими накладами. 2023 року видавництво заявило про амбітні видавничі плани на 2024–2025: серед анонсів — продовження серій Едгара По, вихід українського перекладу роману Альфреда Дебліна «Гори, моря і велетні» (класика німецької фантастики 1920-х), публікація трилогії Франсуази Саган, нові книги Остапа Українця і Євгена Ліра в серії «Альтернатива», антологія сучасної європейської готичної новели тощо. Також Олексій Жупанський повернувся до власної творчості: анонсовано його авторський цикл романів «Колесо року», перша частина якого («Палаюче око літа. Жнива мрій») готується до друку.

## Книжкові серії та проєкти
Видавництво структурувало свій доробок за низкою видавничих серій, кожна з яких має тематичне чи жанрове спрямування:
- «Ad Astra». Серія науково-фантастичної літератури (назва латинською означає «до зірок»). У ній побачили світ твори провідних фантастів: романи Пітера Воттса («Сліпобачення», «Ехопраксія»), Дена Сіммонса («Терор»), анонсовано багатотомне видання оповідань Філіпа К. Діка.[31]
- «Альтернатива». Книжкова серія для оригінальних творів українських авторів. Мета серії — дати майданчик для нестандартної української прози, зокрема в жанрах горору, химерної фантастики, альтернативної історії. В серії вийшли такі книги, як «Закоłот. Невимовні культи» Володимира Кузнєцова, «Транс» Остапа Українця, «Підземні ріки течуть» Євгена Ліра, «Прогулюючись пустелею» Максима Гаха та інші дебюти, що розширюють жанрові горизонти української літератури.[32]
- «Амальгама». Серія, присвячена перекладній «темній» прозі польських авторів, що поєднує елементи фантастики, жаху, магічного реалізму. Зокрема, в серії вийшли романи сучасних польських письменників: «Голокост F» Цезарія Збєшховського (похмура антиутопія) та «Голова змія» Лукаша Орбітовського (містично-горорний трилер).[33]
- «Ad Noctum». Тематично перегукується з «Ad Astra», але присвячена літературі жахів, готики, містики. Це своєрідний «нічний» близнюк науково-фантастичної серії. У ній видаються горор-романи і збірки страшних оповідань. Першим релізом у межах нового циклу  стала книга Дімки Ужасного «Скотомогильник», згадана як «первісток нашої нової книжкової серії Ad Noctum, присвяченій сучасному горору, літературі межових станів».[34]
- «Майстри готичної прози». Окрема серія, присвячена класичному англо-американському горору кінця XIX — початку XX ст. У її рамках видано три томи повного зібрання прози Говарда Лавкрафта, а також збірки творів Роберта В. Чеймберса, Абрахама Мерріта, Амброза Бірса та інших піонерів жанру.[35]
- «Майстри світової прози». Серія, що об’єднала переклади визначних творів світової літератури XX століття. Її відкрив роман Джеймса Джойса «Улісс», далі вийшли «1984» Джорджа Орвелла, «Смерть у кредит» Луї-Фердінанда Селіна, «Вільшаний король» Мішеля Турньє, «Розбійник» Роберта Вальзера, антиутопія «2084» Буалема Сансаля тощо.[36]
- «Лауреати Нобелівської премії». Історично одна з перших серій, яка видавалася ще з 2000 р. (під егідою «Юніверс»), а з 2008 р. перейшла до Жупанського. У цій серії друкуються твори авторів, відзначених Нобелівською премією з літератури: Томас Манн, Джон Стейнбек, Генрік Сенкевич, Сельма Лаґерлеф, Ернест Гемінґвей, Надін Гордімер, Жан-Марі Ґюстав Ле Клезіо та багато інших.[37]
- «Лауреати Андерсенівської премії». Серія дитячої літератури, започаткована 2011 року для публікації творів письменників — володарів Міжнародної премії імені Г.К. Андерсена (яку часто називають «дитячим Нобелем»). Тут вийшли книги Астрід Ліндґрен, Туве Янссон, Алана Мілна, Джанні Родарі, Сельми Лаґерлеф та ін.[38]
- «Terra Poetica». Поетична серія, що охоплює як українську, так і зарубіжну поезію. Одним із найвідоміших видань серії стала антологія «Літпошта» — збірка поезій молодих сучасних українських поетів, укладена у формі своєрідного «листування» між авторами.[39]
- «Життєписи». Серія біографій та мемуарів, зосереджена на життєвих шляхах видатних особистостей. Останні видання серії включають біографічні книги Себастіана Гаффнера («Гітлер. Примітки до біографії» — 2018; «Черчілль. Біографія» — 2019) та спогади Девіда Лінча і Крістін МакКенни («Кімната снів» — 2020).  Раніше в цій серії виходили також біографії класиків літератури (наприклад, книга М. Парріш про життя Едгара По, чи біографія Габріеля Гарсія Маркеса).[40]

Крім перерахованих, у каталозі є і інші проєкти, що не входять до серій, але заслуговують уваги. Наприклад, було здійснено унікальне видання ірландських міфів «Легенди Смарагдового острова» (авторська реконструкція ірландського епосу), яке, щоправда, так і не побачило світ — у 2024 році, вже після верстки, видавництво вирішило скасувати випуск цієї книжки через скандальні висловлювання однієї з авторок щодо воєнних подій.

## Нагороди та визнання
Видавнича продукція Жупанського неодноразово відзначалася престижними преміями та конкурсами. Наведемо головні здобутки:
- «Книга року» (національна премія від Держкомтелерадіо та журналу «Книжник-review»): лауреатом 2010 року стала книга Салмана Рушді «Флорентійська чарівниця», видана «Видавництвом Жупанського».[джерело?]
- Форум видавців у Львові (BookForum): Спеціальну відзнаку XVII Форуму отримало історико-краєзнавче видання Яна П. Гінріхса «Lemberg–Lwów–Львів» (тримовний мистецький альбом про Львів). На тому ж Форумі Роберт Музіль «Людина без властивостей» у перекладі видавництва здобув гран-прі конкурсу «Найкраща книга Форуму».[джерело?] Пізніше, на BookForum 2019, вже згаданий «Утрачений рай» Мілтона здобув відзнаку як найкрасивіше видання року.[42] Наступного року переклад роману Дена Сіммонса «Терор» виграв номінацію «Сучасна іноземна література в українському перекладі» на BookForum Best Book Award 2020 [43] 2021 року видання давньоісландської «Старшої Едди» вибороло перемогу в номінації «Перекладна класична література» на BookForum Best Book Award. [44]
- European Science Fiction Society (ESFS Awards): У 2018 року «Видавництво Жупанського» було визнане найкращим європейським видавцем, що спеціалізується на фантастиці.[5] Олексій Жупанський, коментуючи цю відзнаку, назвав її «авансом на майбутнє», адже розуміє, скільки ще є напрямів для розвитку, але нагорода засвідчила: навіть у європейському контексті невелике українське видавництво змогло виділитися завдяки сміливому курсу на якісну фантастику.[17]

Окрім наведених, в активі видавництва — численні позитивні рецензії літературних критиків, подяки від культурних інституцій (приміром, Французьке посольство відзначало видавництво за видання повного зібрання Сент-Екзюпері українською).

## Критика
У професійному середовищі відзначається, що видавництво забезпечує високу перекладацьку та редакторську якість: до співпраці залучаються найкращі українські перекладачі, такі як Євген Лір, Остап Українець, Катерина Грицайчук, Марта Госовська, Тарас Бойко та ін. (за словами Марії Луцюк, директора партнерської книгарні, «Жупанські співпрацюють з кращими перекладачами України»).
У сфері нон-фікшн видавництво зазнало предметної критики щодо перекладацької якості окремих складних праць. Найрезонанснішою була дискусія довкола українського видання Фернана Броделя «Ідентичність Франції»: низка рецензій у медіа фіксувала стилістичні й семантичні огріхи, ставлячи під сумнів адекватність відтворення складного наукового дискурсу. При цьому сам видавничий проєкт (три книги, завершені 2017–2018 рр.) позиціонувався як «еталонний» для заповнення академічних лакун, що лише посилило контраст між амбіцією й частиною професійних відгуків.